# Miratemnus hirsutus
Miratemnus hirsutus es una especie de arácnido del orden Pseudoscorpionida de la familia Atemnidae.

## Distribución geográfica
Se encuentra en  el sur de África.